# Suka Damai (Talang Ubi)
Suka Damai is een bestuurslaag in het regentschap Muara Enim van de provincie Zuid-Sumatra, Indonesië. Suka Damai telt 1357 inwoners (volkstelling 2010).